# Juchnowicze (rejon prużański)
Juchnowicze (biał. Юхнавічы; ros. Юхновичи) – wieś na Białorusi, w obwodzie brzeskim, w rejonie prużańskim, w sielsowiecie Wielkie Sioło.
W dwudziestoleciu międzywojennym leżały w Polsce, w województwie poleskim, w powiecie prużańskim. 